# طرخشقون ناصع
طرخشقون ناصع (الاسم العلمي:Taraxacum niveum) هو نوع غير مؤكد من النباتات يتبع جنس الطرخشقون من الفصيلة النجمية.